# Ивановское (Зубцовский район)
Ивановское — деревня в Зубцовском районе Тверской области, входит в состав Погорельского сельского поселения.

## География
Деревня расположена на берегу реки Дёржа в 11 км на юго-восток от центра поселения села Погорелое Городище и в 34 км на юго-восток от районного центра Зубцова. 

## История
В 1808 году в селе была построена 2-хэтажная каменная Скорбященская церковь с 4 престолами, метрические книги с 1800 года.
В конце XIX — начале XX века село являлось центром Ивановской волости Зубцовского уезда Тверской губернии. 
С 1929 года деревня являлась центром Ивановского сельсовета Погорельского района Ржевского округа Западной области, с 1935 года — в составе Калининской области, с 1960 года — в составе Новского сельсовета Зубцовского района, с 1994 года — в составе Новского сельского округа, с 2005 года — в составе Погорельского сельского поселения. 

## Население
| 1859 | 2002 | 2010 |
| ---- | ---- | ---- |
| 282  | ↘56  | ↘44  |